# Dannielle Khan
Dannielle Khan (Solihull, 1 september 1995) is een baanwielrenster en shorttracker uit het Verenigd Koninkrijk.
In 2012 reed ze met Lucy Garner op het Europees kampioenschap mee op de teamsprint.
In 2013 werd Khan wereldkampioene bij de junioren, op de baanonderdelen sprint en 500 meter. Dat jaar werd ze ook Brits nationaal kampioene teamsprint op de baan.
In 2014 nam Khan deel aan de Gemenebestspelen.
In 2016 werd ze Europees kampioene U23 ploegenachtervolging op de baan.
Bij de elite reed ze mee in het Britse team op de Europese kampioenschappen baanwielrennen 2016, dat een bronzen medaille behaalde.
Op de weg reed ze in 2016 mee in het Brits nationaal kampioenschap op de weg, bij de wegrace en de tijdrit. Ook startte ze in de Energiewacht Tour.